# Nuño Alóitez
Nuño Alóitez, también llamado Nuño Alvites o Nuno Alvites en portugués, (fl. 1017-1028), fue un conde portucalense, probablemente descendiente del primer conde, Vimara Pérez, como hijo de Aloito Núñez y de su esposa Guntina.
En 1017 aparece por primera vez en la documentación medieval y en 1025 figura como confirmante de una donación del rey Alfonso V de León a su hermano Pedro Alóitez y otra vez en el mismo año en otro documento donde hace constar que había sucedido a su padre Aloito al frente del condado. Gobernó el condado junto con su esposa Ilduara Menéndez, hija del conde Menendo González, hasta que fue asesinado en 1028, el mismo año en que falleció el rey Alfonso V. Después de la muerte de su esposo, Ilduara siguió gobernando como regente durante la minoría de edad de su hijo Menendo Núñez.

## Matrimonio y descendencia
De su matrimonio con Ilduara Menéndez nacieron:
- Menendo Núñez (o Mendo Nunes en portugués), (fl. 1028-1050/1054).[3][7] Probablemente gobernó el condado siendo un menor de edad bajo la regencia de su madre y por su cuenta desde 1043 hasta su muerte.[3]
- Gontrodo Núñez,[1] cuya presencia se registra en la documentación desde 1028 hasta 1088.[3] Estuvo casada con el conde Vasco de quien tuvo por lo menos un hijo, el conde Nuño Velázquez, conocido en fuentes portuguesas como Nuno Vasques o Nuno de Celanova. Nuño Velázquez contrajo matrimonio con Fronilde Sánchez, hija de Sancho Ordóñez y bisnieta del rey Bermudo II de León.[b] De este matrimonio nacieron varios hijos, entre ellos los condes Alfonso, Menendo y Sancho Núñez.[3][9][10]
- Munio Núñez, quien aparece vendiendo unas propiedades en Domez antes de 1031.[3]